# Newe Jarak
Newe Jarak (hebr. נווה ירק) – moszaw położony w samorządzie regionu Derom ha-Szaron, w Dystrykcie Centralnym, w Izraelu.
Leży we wschodniej części równiny Szaron w otoczeniu miast Hod ha-Szaron, Kafr Kasim, Rosz ha-Ajin i Petach Tikwa, moszawów Adanim, Eliszama i Chagor, oraz kibucu Giwat ha-Szelosza.

## Historia
Moszaw został założony w 1951 przez żydowskich imigrantów z Rumunii i Polski. Początkowo nazywał się Kefar Jarkanim (hebr. כפר ירקנים).

## Kultura i sport
W moszawie jest ośrodek kultury, boisko do piłki nożnej oraz basen pływacki.

## Gospodarka
Gospodarka moszawu opiera się na intensywnym rolnictwie i sadownictwie.
Firma A.O.P. Multimedia LTD. dostarcza kompleksowe usługi internetowe oraz systemy multimedialne. Firma Bental Industries Ltd. specjalizuje się w nowatorskich technologiach stabilizacji elementów ruchomych wykorzystywanych w przemyśle zbrojeniowym i kosmicznym. Współpracuje ona z takimi koncernami jak Northrop Grumman, AlliedSignal, IAI, Kinetics, Orbit, Elbit, El-op, Rafael i inne. Firma Solran Ltd. specjalizuje się w technologiach wykorzystujących energię słoneczną.

## Komunikacja
Na południe od moszawu przebiega autostrada nr 5, a na wschód przebiega autostrada nr 6, brak jednak możliwości bezpośredniego wjazdu na nie. Z moszawu wyjeżdża się w kierunku północno-zachodnim na drogę ekspresową nr 40.